# Dominique Merlet
Pour les articles homonymes, voir Merlet.
Dominique Merlet est un pianiste, organiste et pédagogue français, né le 18 février 1938 à Bordeaux.

## Biographie
Élève de Jean Roger-Ducasse, Rose Lejour, Nadia Boulanger et Louis Hiltbrand, il obtient trois premiers prix au Conservatoire national supérieur de musique de Paris avant de remporter le premier prix, conjointement avec Martha Argerich, au Concours international d'exécution musicale de Genève en 1957.
Il mène par la suite une carrière de concertiste international et effectue de nombreux enregistrements. La qualité de sa discographie est saluée à plusieurs reprises : prix Charles Cros, Diapason d'or, Grand Prix du disque…
Jusqu'en 2004, il mène parallèlement une activité de pédagogue et de conseiller, à Paris et à Genève, auprès de nombreux jeunes artistes qui font désormais une carrière internationale, notamment Dana Ciocarlie, Jean-Marc Luisada, Philippe Cassard, Frédéric Aguessy, Xu Zhong, François-Frédéric Guy, Kotaro Fukuma. Entre 1956 et 1990, il est organiste titulaire de l'église Notre-Dame-des-Blancs-Manteaux à Paris.
Ancien président de l'association européenne des professeurs de piano (EPTA), Dominique Merlet fait régulièrement partie des jurys des plus prestigieux concours internationaux de piano.

## Discographie
Soliste

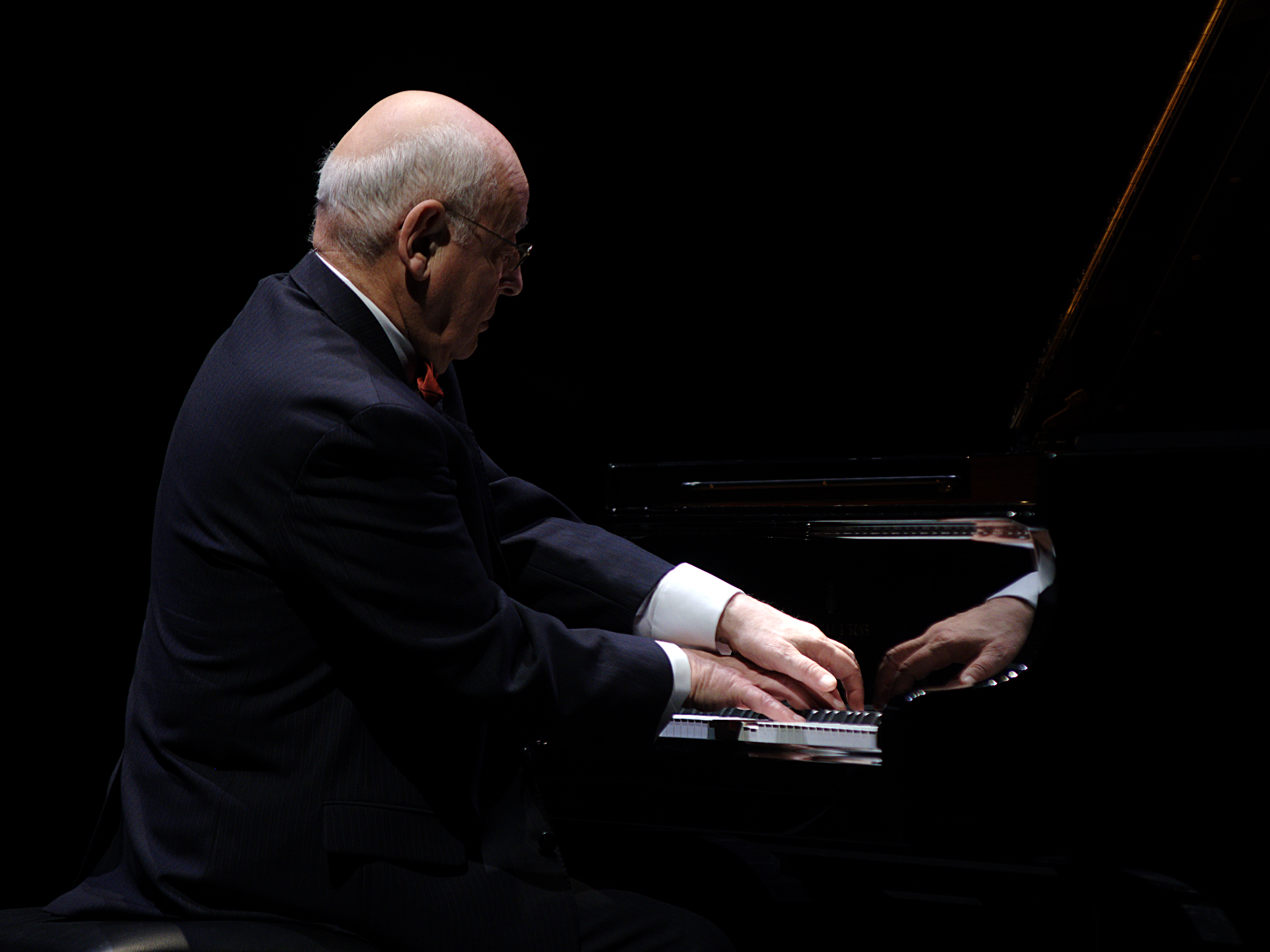
Dominique Merlet en concert à Valence (Drôme), le 30 avril 2017.

- Bach, Le Clavier bien tempéré (2018, Le Palais des Dégustateurs)[2]
- Bartók, Danses roumaines, Élégie, Burlesque, Suite op. 14, Sonate pour piano (6-9 août 1979, FY/Disques du Solstice) (OCLC 425304411)
- Brahms, Ballades op. 10 ; Klavierstücke op. 76 ; Fantaisies op. 116 (2005, Mandala) (OCLC 743065208)
- Chopin, Œuvres pour piano (2010, Bayard Musique)
- Debussy, Pour le piano, Masques, Images (janvier 1993, Mandala MAN 4826) (OCLC 590005764)
- Fauré Pièces pour piano (juillet 1998, Mandala MAN 4933) (OCLC 659095546)
- Fauré et Roger-Ducasse, Œuvres pour piano (2010, Bayard Musique)
- Kirchner, Œuvres pour piano : Präludien, op. 9 ; Skizzen, op. 11 ; Aquarellen, op. 21 ; Confidences, op. 96 ; Nachtbilder, op. 25 (2002, Mandala) (OCLC 319836987)
- Leguay, Azur, pour piano (7-8 juin 2012, Neos) (OCLC 897846237)
- Liszt, Bénédiction de Dieu dans la solitude ; Sonnet de Pétrarque no 104 (avril 1986, Quantum QM6891 / Bayard Musique) (OCLC 658866021)
- Liszt, Œuvres pour piano (2010, Bayard Musique)
- Ravel, Intégrale des œuvres pour piano (1990/1991, 2CD Mandala MAN 4807/08 / Bayard Musique) (OCLC 659094396)
- Roger-Ducasse, Œuvres pour piano (2001, Mandala MAN 5011) (OCLC 659094228)
- Satie, L'Œuvre pour piano à quatre mains - avec Jean-Pierre Armengaud (1993, Mandala / Bayard Musique S408805) (OCLC 31822475 et 494707271)
- Schumann, Études symphoniques op. 13 ; Arabesque op. 18 ; Davidsbündlertänze op. 6° (1966°/1968, Accord 202612) (OCLC 658496164)
- Schumann, Allegro en si mineur op. 8 ; Sonate op. 22 ; Trois romances op. 28 ; Albumblätter op. 124 (1966/1968, Accord) (OCLC 38472388)
- L'Âge d'or du piano : Mozart (Fantaisie KV. 397), Beethoven (Sonate op. 110), Liszt (Sonnet de Pétrarque no 123), Schumann (L'oiseau-prophète) (7-8 avril 2009, Bayard Musique S 424586) (OCLC 762434270)

Chambriste
- Beethoven, Sonates pour piano et violon - Gérard Poulet, violon (1999/2000, 4CD Mandala MAN 4954/57) (OCLC 659096822)
- Weber, Grand duo concertant, op. 48 ; Trio pour flûte, violoncelle et piano, op. 63 ; Sonate pour piano no 2, op. 39 - Guy Deplus (clarinette), Martine Joste, Maxence Larrieu (flûte), Michel Renard (violoncelle) (1967-69, Accord Musidisc) (OCLC 35717299)